# Hemiurata
Hemiurata zijn een onderorde van parasitaire platwormen (Platyhelminthes). 

## Taxonomie
De volgende taxa zijn bij de onderorde ingedeeld:
- Superfamilie Azygioidea Lühe, 1909
  - Familie Azygiidae Lühe, 1909
    - = Aphanhysteridae Guiart, 1938
    - Onderfamilie Azygiinae Lühe, 1909
      - = Allogomtiotrematinae Yamaguti, 1958
      - = Aphanhysterinae Guiart, 1938
      - = Gomtiotrematinae Gupta, 1955
      - = Proterometrinae Yamaguti, 1958
      - Geslacht Azygia Looss, 1899
        - = Allogomtiotrema Yamaguti, 1958
        - = Eurostomum MacCallum, 1921
        - = Gomtiotrema Gupta, 1955
        - = Hassallius Goldberger, 1911
        - = Megadistomum Stafford, 1904
        - = Mimodistomum Stafford, 1904
        - = Pseudazygia Yamaguti, 1971
        - Azygia acuminata Goldberger, 1911
        - Azygia amuriensis Zmejev, 1936
        - Azygia anguillae Ozaki, 1924
        - Azygia angusticauda (Stafford, 1904) Manter, 1926
          - = Azygia loossi Marshall & Gilbert, 1905

        - Azygia armati (Tiwari, 1959)
        - Azygia asiatica Simha & Pershad, 1964
        - Azygia gotoi (Ariake, 1922)
        - Azygia hwangtsiyui Tsin, 1933
        - Azygia indicusi Lokhande, 1991
        - Azygia inopinata Frolova & Shcherbina, 1975
        - Azygia longa (Leidy, 1851) Manter, 1926
          - =[2] Azygia bulbosa Goldberger, 1911
          - =[3] Azygia sebago Ward, 1910
          - =[2] Hassallius hassalli Goldberger, 1911

        - Azygia lucii (Müller, 1776)
        - Azygia marulii Jaiswal & Narayan, 1971
        - Azygia micropteri (MacCallum, 1921)
        - Azygia mirabilis (Braun, 1891)
        - Azygia papillata Ubgade & Agarwal, 1979
        - Azygia parasiluri Wang, 1983
        - Azygia perryi Fujita, 1918
        - Azygia pristipomai Tubangui, 1928
        - Azygia robusta Odhner, 1911
        - Azygia sangangensis Wang, 1981
        - Azygia sinipercae Wang & Pang, 1973
        - Azygia stunkardi Rai, 1962
        - Azygia volgensis (von Linstow, 1907)

      - Geslacht Otodistomum Stafford, 1904
        - = Aphanhystera Guiart, 1938
        - = Josstaffordia Odhner, 1911
        - = Xenodistomum Stafford, 1904

      - Geslacht Proterometra Horsfall, 1933

    - Onderfamilie Leuceruthrinae Goldberger, 1911
      - Geslacht Leuceruthrus Marshall & Gilbert, 1905
- Superfamilie Hemiuroidea Looss, 1899
  - Familie Accacoeliidae Odhner, 1911
  - Familie Bathcotylidae Dollfus, 1932
  - Familie Bathycotylidae Dollfus, 1932
  - Familie Derogenidae Nicoll, 1910
    - = Hallpegidae Poche, 1926
    - = Liocercidae Ejsmont, 1931

  - Familie Dictysarcidae Skrjabin & Guschanskaja, 1955
  - Familie Didymozoidae Monticelli, 1888
  - Familie Hemiuridae Looss, 1899
    - = Biporidae Malhotra, Nanda, Mukherjee, Ghosh, Sukul & Capoor, 1989
    - = Bunocotylidae Dollfus, 1950
    - = Dinuridae Looss, 1907
    - = Elytrophallidae Skrjabin & Guschanskaja, 1954
    - = Lecithochiriidae Lühe, 1901

  - Familie Hirudinellidae Dollfus, 1932
    - = Botulidae Guiart, 1938
    - = Mediolecithidae Oshmarin, 1968

  - Familie Isoparorchiidae Travassos, 1922
  - Familie Lecithasteridae Odhner, 1905
    - = Lobatovitelhovariidae Yamaguti, 1965

  - Familie Ptychogonimidae Dollfus, 1937
  - Familie Sclerodistomidae Odhner, 1927
    - = Bhaleraoiidae Srivastava, 1948
    - = Prosogonotrematidae Vigueras, 1940

  - Familie Sclerodistomoididae Gibson & Bray, 1979
  - Familie Syncoeliidae Looss, 1899